# Triplette (pétanque)
Pour les articles homonymes, voir Triplette.

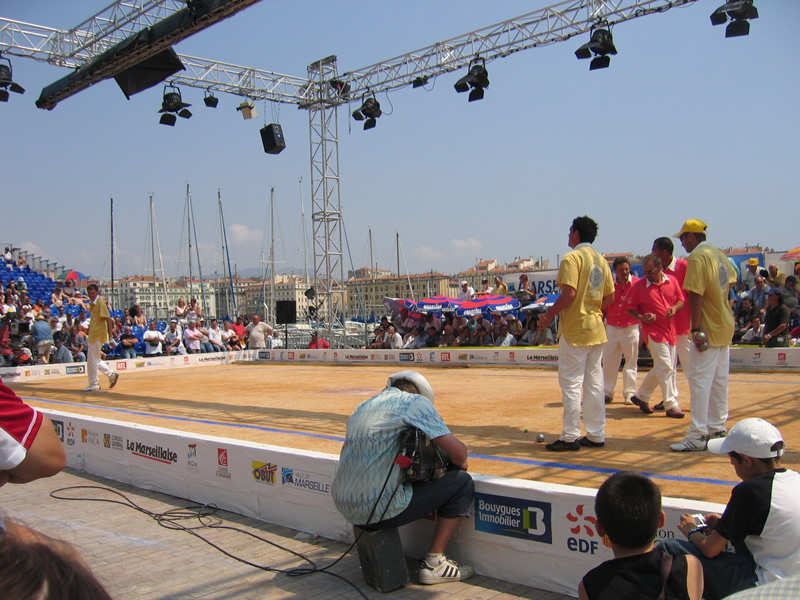
Un match de pétanque en triplette

La triplette est un format de jeu de la pétanque.

## Description
C'est un des quatre formats de jeu de la pétanque. Elle se joue avec une équipe de trois joueurs (ou joueuses) qui possède chacun deux boules,. En compétition, une équipe comprend un pointeur, un milieu et un tireur. Un match oppose donc deux équipes composées chacune de trois joueurs.
Une triplette désigne aussi trois boules identiques ou le set de trois boules d'un joueur.